# Кордель (Айфель)
Кордель (нім. Kordel) — громада в Німеччині, розташована в землі Рейнланд-Пфальц. Входить до складу району Трір-Саарбург. Складова частина об'єднання громад Трір-Ланд.
Площа — 16,60 км2. Населення становить 2171 ос. (станом на 31 грудня 2020).

## Галерея

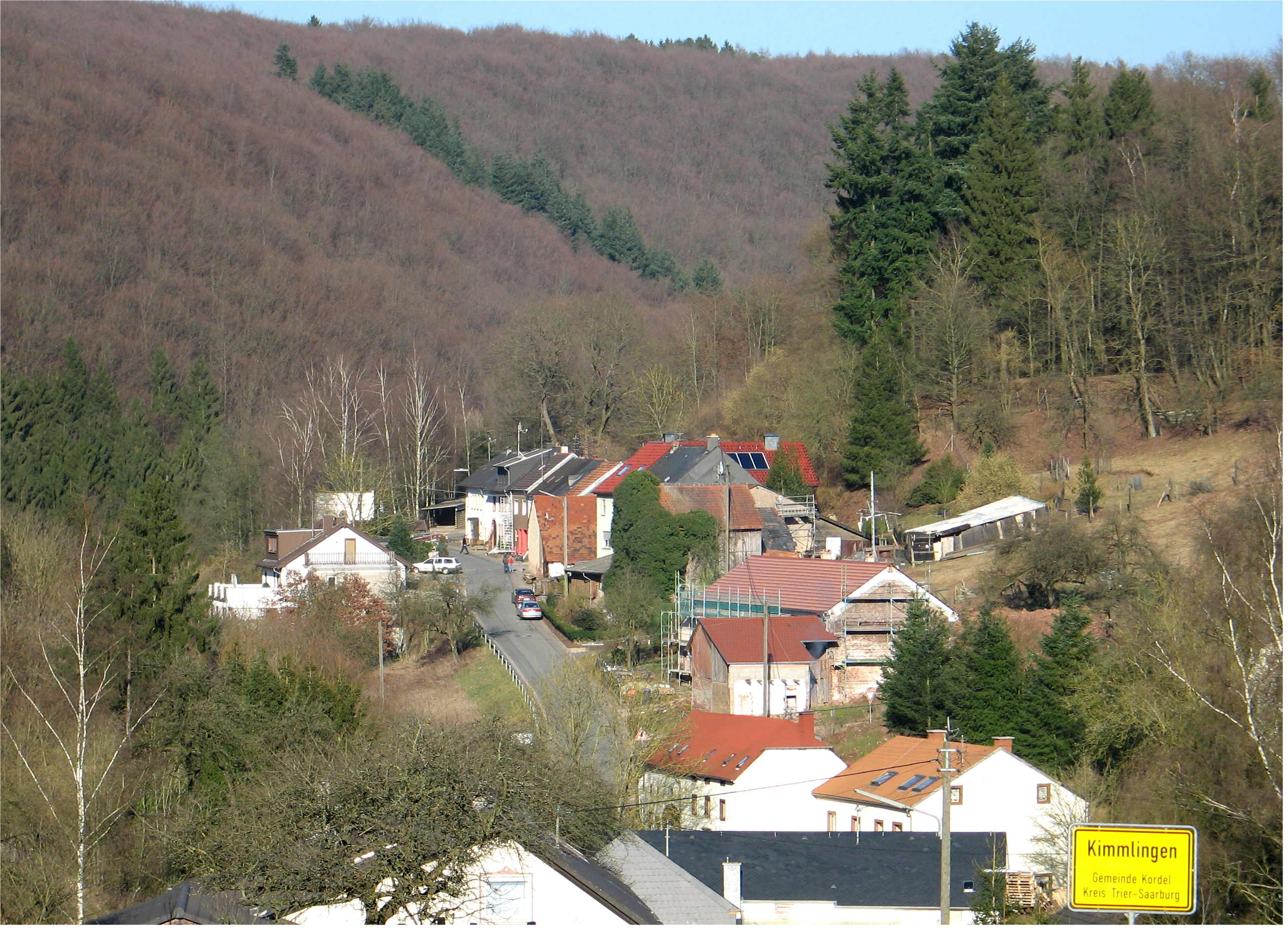
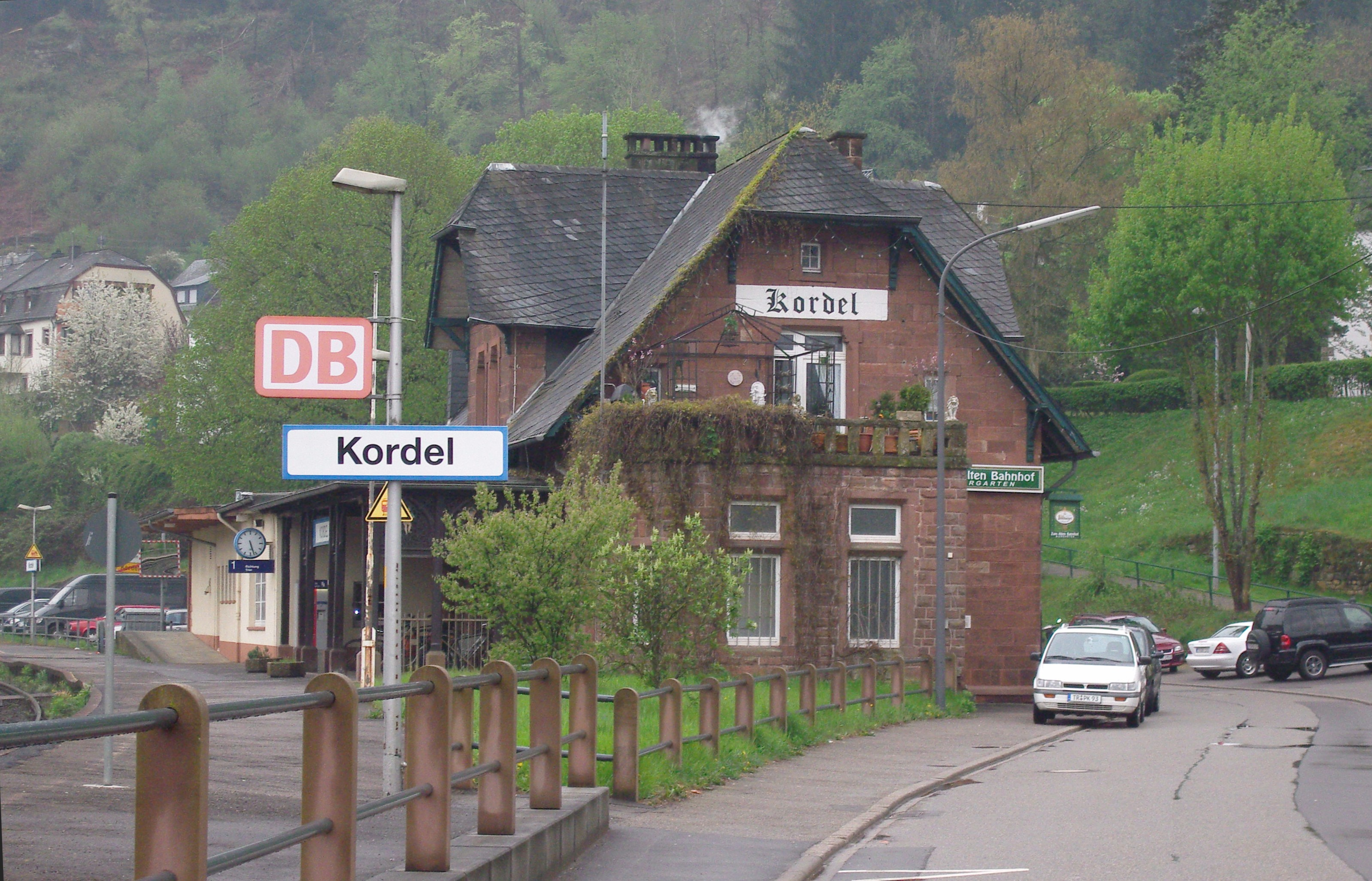
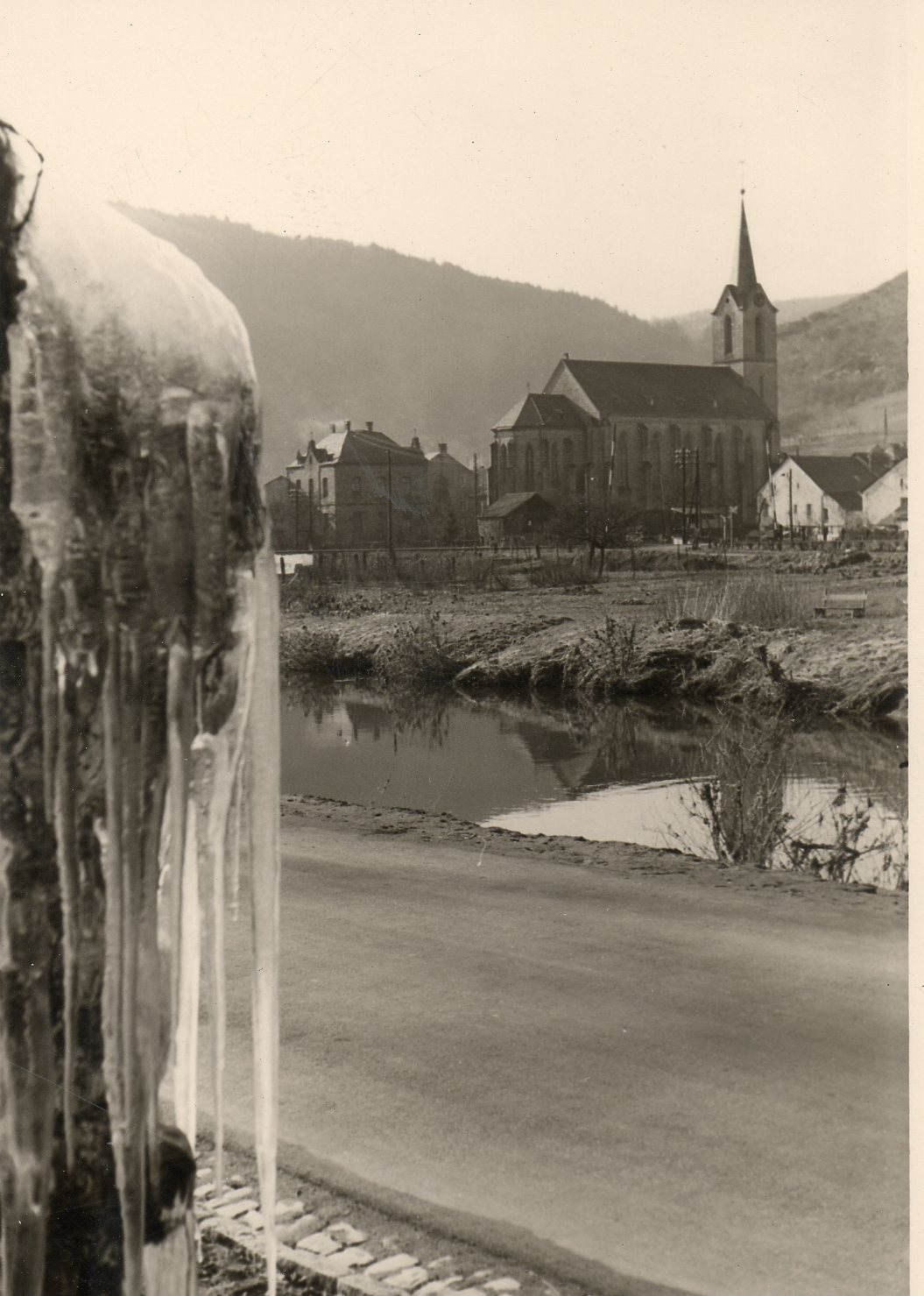